# Mayaca wrightii
Mayaca wrightii là một loài thực vật có hoa trong họ Mayacaceae. Loài này được Griseb. mô tả khoa học đầu tiên năm 1866.